# Choquinha-de-asa-comprida
Formigueirinho-d'asa-longa ou choquinha-de-asa-comprida (Myrmotherula longipennis) é uma espécie de ave da família Thamnophilidae.
Pode ser encontrada nos seguintes países: Bolívia, Brasil, Colômbia, Equador, Guiana Francesa, Guiana, Peru, Suriname e Venezuela.
Seus habitats naturais são florestas subtropicais ou tropicais húmidas de baixa altitude.